# Copa dels Pirineus de 1910
Primera edició de la Copa dels Pirineus o Challenge Internacional del Sud de França disputada l'any 1910.

## Quadre de competició
|  | Quarts de final          | Quarts de final |                    |   | Semifinals | Semifinals |  |  | Final | Final |
|  |                          |                 |                    |   |            |            |  |  |       |       |
|  | 27 febrer – Montpeller   |                 |                    |   |            |            |  |  |       |       |
|  |                          |                 |                    |   |            |            |  |  |       |       |
|  | Olympique Cettois        | 3               |                    |   |            |            |  |  |       |       |
|  | Olympique Cettois        | 3               | 24 abril – Seta    |   |            |            |  |  |       |       |
|  | Sporting Club Nîmois     | 0               |                    |   |            |            |  |  |       |       |
|  | Sporting Club Nîmois     | 0               | Olympique Cettois  | 1 |            |            |  |  |       |       |
|  |                          |                 | Olympique Cettois  | 1 |            |            |  |  |       |       |
|  |                          |                 | FC Barcelona       | 1 |            |            |  |  |       |       |
|  |                          |                 | FC Barcelona       | 1 |            |            |  |  |       |       |
|  |                          |                 | 1 maig – Tolosa    |   |            |            |  |  |       |       |
|  |                          |                 |                    |   |            |            |  |  |       |       |
|  | FC Barcelona             | 2               |                    |   |            |            |  |  |       |       |
|  | FC Barcelona             | 2               | 27 febrer – Tolosa |   |            |            |  |  |       |       |
|  |                          | Reial Societat  | 1                  |   |            |            |  |  |       |       |
|  | Stade Toulousain         | Reial Societat  | 1                  |   |            |            |  |  |       |       |
|  | 17 abril – Sant Sebastià |                 |                    |   |            |            |  |  |       |       |
|  | SC Toulousain            |                 |                    |   |            |            |  |  |       |       |
|  | Stade Toulousain         | 0               |                    |   |            |            |  |  |       |       |
|  | Stade Toulousain         | 0               |                    |   |            |            |  |  |       |       |
|  |                          |                 | Reial Societat     | 8 |            |            |  |  |       |       |
|  |                          |                 | Reial Societat     | 8 |            |            |  |  |       |       |
|  |                          |                 |                    |   |            |            |  |  |       |       |
|  |                          |                 |                    |   |            |            |  |  |       |       |
|  |                          |                 |                    |   |            |            |  |  |       |       |

## Quarts de final
| Olympique Cettois                                                                               | 3 - 0 | Sporting Club Nîmois                                                                         |
| ----------------------------------------------------------------------------------------------- | ----- | -------------------------------------------------------------------------------------------- |
| ? · Diffre · Garnier, Gascard · Runel, Bayrou, Encontré · Ain, Lorrain, Rambaud, Vernet, Allias | [ 2 ] | Teissier Borgne, Brugière Couderc, Augade, Farde Bagnol, Charrier, Fénouillet, Jean, Picqmal |

| Stade Toulousain | n.p.  | SC Toulousain |
| ---------------- | ----- | ------------- |
|                  | [ 2 ] |               |

## Semifinals
| FC Barcelona                                                                                               | 1 - 1 | Olympique Cettois                                                                                      |
| --- | ----- | --- |
| Graell · Solà · Bru, Amechazurra · Sanz, Peris, C. Wallace · Forns, Graell, C. Comamala, Steinberg, Llonch | [ 3 ] | Allias · Diffre · Bayron, Gascard · Lorrain, Garnier, Encontré · Owen, Artaud, Rambaud, Vernet, Allias |

L'equip francès, reforçat per jugadors del Montpeller i del Nimes, no va voler disputar la pròrroga perquè estaven molt cansats i preferí quedar eliminat.
| Stade Toulousain                                                                              | 0 - 8 | Reial Societat |
| --------------------------------------------------------------------------------------------- | ----- | --- |
| Thouverez Ger, Roumengou Roger, Dalleau, Durac Souparis, Cadeac, Struxiano (c), Puel, Marquís | [ 2 ] | Lacort Goitisolo Simmons MacGuinnes · Bea · Arocena, Loinaz · Arrillaga, Echevarría, Leturia · MacGuinnes, Goitisolo, Lacort, Simmons, Prast |

El 24 d'abril jugà la Reial Societat amb l'Stade Bordelais, guanyant els bascos per 4 a 1 però sembla que fou un amistós.

## Final
| FC Barcelona | 2 - 1       | Reial Societat                                                                                                  |
| --- | ----------- | --- |
| Graell Rodríguez · Solà · Bru, Amechazurra · Peris, Aguirreche, Grau · Forns, Graell, C. Comamala, Rodríguez, C. Wallace | [ 7 ] [ 8 ] | Prast · Bea · Goinaz, Arocena · Arrillaga, Echeverria, Belauste · MacGuiness, Goitisolo, Lacort, Simmons, Prast |

| Campió de la Copa dels Pirineus 1910 |
| ------------------------------------ |
| FC Barcelona Primer títol            |